# Rosel
Rosel – miejscowość i gmina we Francji, w regionie Normandia, w departamencie Calvados.
Według danych na rok 1990 gminę zamieszkiwały 543 osoby, a gęstość zaludnienia wynosiła 139 osób/km² (wśród 1815 gmin Dolnej Normandii Rosel plasuje się na 411. miejscu pod względem liczby ludności, natomiast pod względem powierzchni na miejscu 974.).